# Hadres
Hadres è un comune austriaco di 1 686 abitanti nel distretto di Hollabrunn, in Bassa Austria; ha lo status di comune mercato (Marktgemeinde).